# Dakar
Dakar es la ciudad capital de Senegal. Su posición al extremo oeste de África resulta ventajosa para el tráfico marítimo con América y Europa, razón por la cual se desarrolló allí el mayor puerto marítimo de la región. Según el censo del año 2005 cuenta con una población de 1 030 594 habitantes y su área metropolitana con una población de 2 450 000 habitantes.
La ciudad de Dakar se formó en el entorno de un fuerte francés, reemplazando la ciudad de Saint Louis como la capital de las colonias francesas del África Occidental en 1902. Fue la capital de la Federación de Malí entre 1959 y 1960, convirtiéndose luego en la capital de Senegal.
Entre los siglos XVI y XIX, Dakar fue el mayor centro para el tráfico de esclavos hacia toda América. El gobierno senegalés restauró y transformó en museo el fuerte de Estrées en la isla de Gorea, donde los esclavos eran reunidos para ser subastados y enviados en barco.

## Geografía

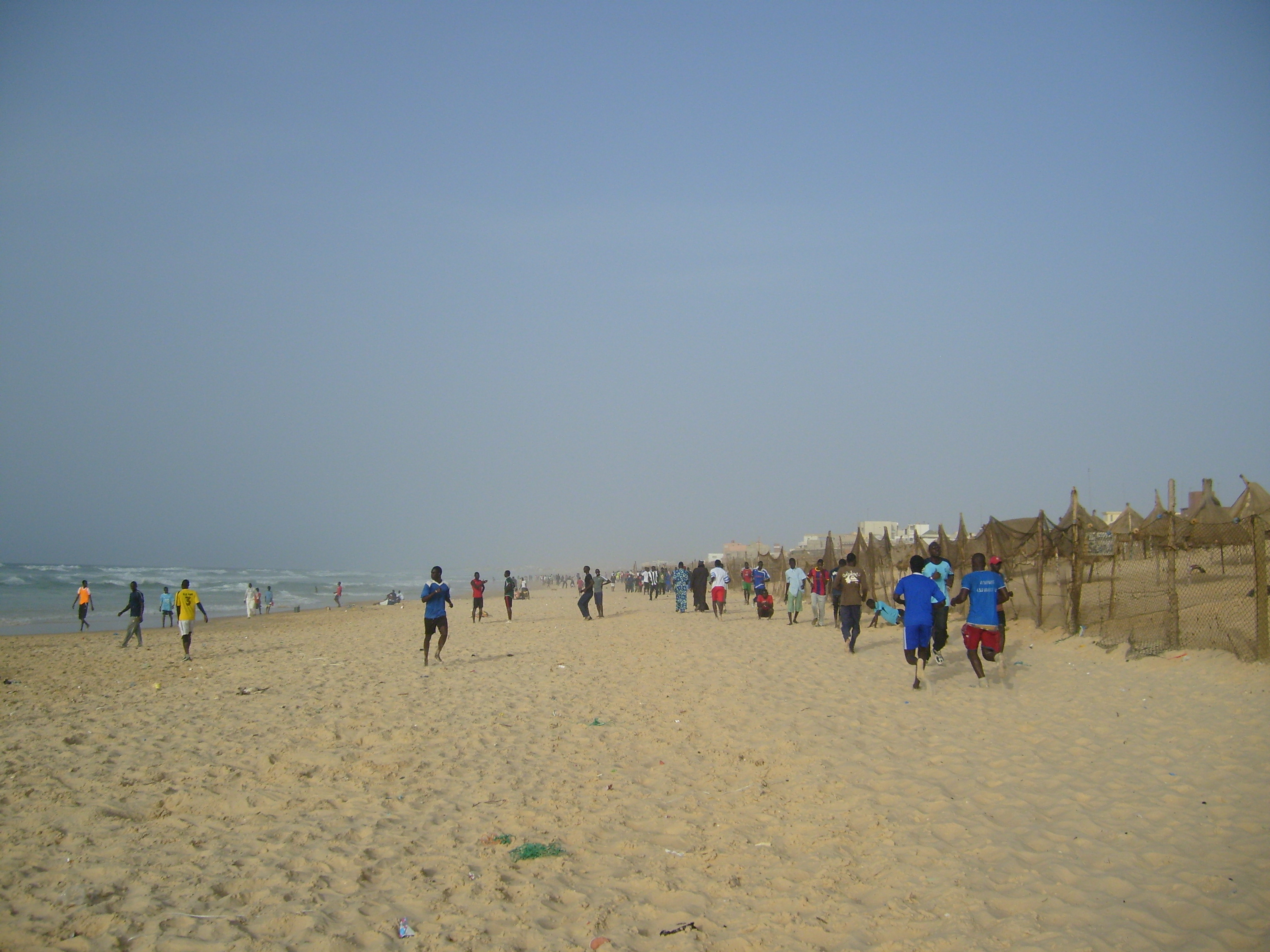
Playa en Dakar.

Dakar está situada en la península de Cabo Verde, en la costa atlántica de África.

## Historia
La historia de la ciudad de Dakar en tanto que tal es muy reciente, habida cuenta de la cercanía en el tiempo de la fecha de su fundación; no obstante, sí disponemos de datos acerca del territorio sobre el cual actualmente se asienta la ciudad.

### Antes de la colonia francesa

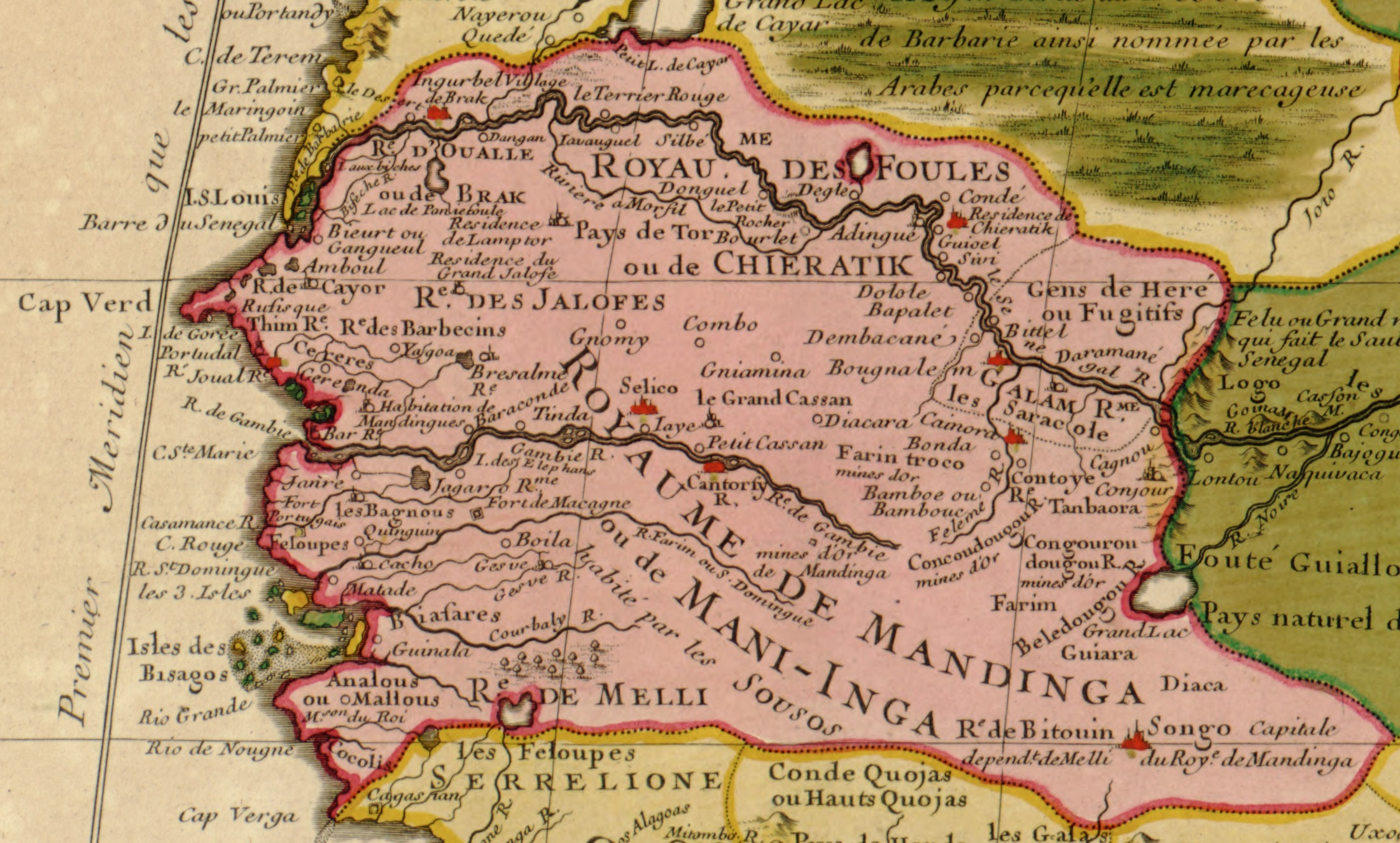
Mapa del Senegal en 1770, por el cartógrafo Guillaume Delisle, que muestra la península de Cabo Verde, sobre la que posteriormente se asentaría la moderna Dakar.

En diversos puntos de la estrecha península de Cabo Verde, sobre la que se encuentra edificada la ciudad, han sido localizados diversos vestigios arqueológicos que atestiguan la presencia humana en la misma desde el Paleolítico, en forma de presencia esporádica, y desde el Neolítico, en forma de residencia permanente.
Los puntos concretos en los que se han localizado restos o yacimientos arqueológicos son, hasta el momento: la punta des Almadies, y Ouakam dentro de la península, y Hann o Bel-Air en las zonas al este de la ciudad.
Los primeros habitantes de la zona de la actual Dakar acerca de los cuales disponemos de información sabemos que pertenecían a la etnia de los mandingos. El explorador portugués Dinis Dias, durante el viaje que efectuó en 1444 por la fachada atlántica del continente africano, alcanzó el lugar más occidental de África, la península de Cabo Verde, a la que denominó de ese modo en razón de la lujuriante vegetación que pudo contemplar. Fue pues a poblaciones mandingas a quienes Dinis Dias encontró viviendo en el lugar.
Hacia finales del siglo XV se inicia una inmigración hacia la zona de pescadores de etnia lebu, que huyen del reino de Takrur, al nordeste del río Senegal. Hacia el siglo XVII el poblado que habían fundado debía contar con una treintena de cabañas. Ello se debía a que los europeos se sentían por el momento más interesados en la isla de Gorea, a la que el portugués Dinis Dias había bautizado inicialmente como Palma, y que cambió de manos sucesivamente una quincena de veces, entre portugueses, ingleses, holandeses (quienes la denominaban Goed Reed, buen puerto o buena rada), y franceses. De la denominación neerlandesa de la isla, Goed Reed, deriva directamente el nombre de la isla de Gorea.
Los franceses ocuparon la isla de Gorea desde 1677, llegados allí desde la cercana San Luis, fundada en 1659.
Respecto de Dakar, su nombre aparece por primera vez en un mapa en 1750 elaborado por el botánico y naturalista francés Michel Adanson sobre la península de Cabo Verde. En 1843 Dakar únicamente cuenta, según el testimonio de Paul Boutet, con «algunos centenares de casas, todas construidas en el mismo estilo […], todas ellas de cañas, de forma cilíndrica y recubiertas más o menos como los panales de abejas de nuestras tierras».

### Dominio colonial francés

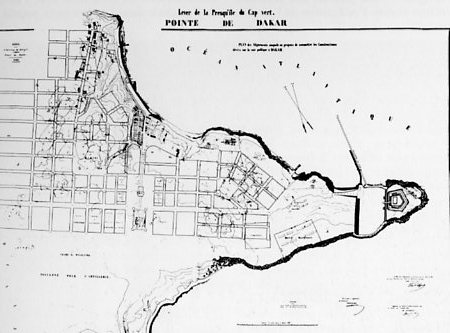
Mapa de la península de Cabo Verde, con la ciudad de Dakar, en el año 1863.

La clase dominante en la isla de Gorea, formada por las signare mulatas, se sentía cada vez más agobiada debido a la densidad de población alcanzada en la isla por lo que, entre 1846 y 1848, la signare Anna Colas Pépin y su cónyuge François de Saint Jean, quien era a la sazón alcalde de Gorea, solicitaron reiteradamente la creación de una nueva ciudad en el continente, a ubicar concretamente en la actual Dakar. Otro motivo era que ya no temían los posibles ataques del damel del reino de Cayor, a quien las tropas francesas mantenían a raya.
En el mismo documento se solicitaban ayudas, con motivo de la abolición de la esclavitud que se veía inminente, para conseguir tierras y ayudas financieras para sus servidores esclavos. Ello hace que una parte de los propietarios de terrenos urbanos en la nueva ciudad de Dakar fuesen ex-esclavos de las signare.
La ciudad de Dakar fue fundada por orden del general francés Louis Faidherbe en 1857, en una región que ya había sido escenario, desde el siglo XV, de un activo comercio de esclavos. De hecho, a partir de 1848, con la prohibición de la esclavitud, el interés por el puerto protegido de la isla de Gorea había declinado, y comenzó el interés potencial por la localidad de Dakar, en la costa continental, con mayores posibilidades de crecimiento y expansión comercial. Con anterioridad a la fundación de la ciudad ya había existido allí un pequeño destacamento militar francés.
Sin embargo, el auténtico fundador de la ciudad fue el teniente coronel del arma de Ingenieros Émile Pinet-Laprade, quien diseñó el primer plano de la ciudad y de sus calles, elaborándose el primer catastro de la ciudad den 1858. Para el faro de Les Mamelles, las obras se iniciaron en 1859, mientras que las obras del puerto principiaron en 1860.

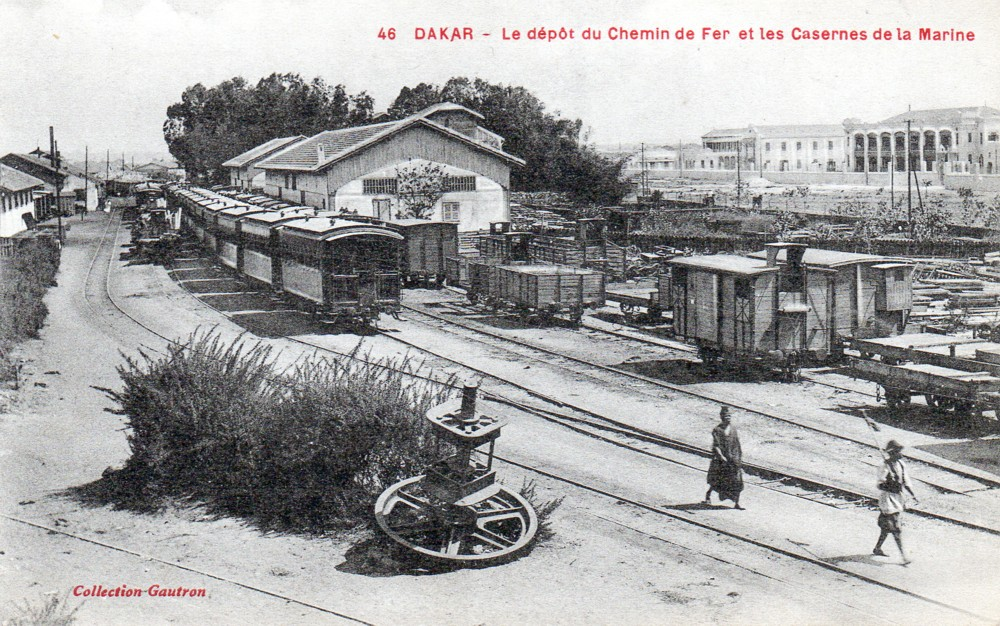
Estación del ferrocarril y acuartelamientos de la Marina en 1910.

En 1869 se produce el primer desastre de la historia de la ciudad de Dakar, que queda muy seriamente afectada por una epidemia de cólera, que provocó la muerte del propio Émile Pinet-Laprade, el 17 de agosto. En 1875, Dakar sustituye a la ciudad de Gorea como centro administrativo de su distrito. Sin embargo, por razones económicas, parte de la clase dirigente de la isla de Gorea prefería establecerse en la localidad de Rufisque, situada a unos 25 km al sudeste de Dakar, lo que frenaba el crecimiento urbano de Dakar ya que eran los propietarios de buena parte del suelo urbano de la misma. Sin embargo, para 1876 se elabora un nuevo catastro de la ciudad, que en 1878 ya cuenta con unos 1500 habitantes.
El 17 de junio de 1887 se produce un acontecimiento destacado en la historia de la ciudad que accede a la categoría de comuna (municipio) definitivamente independiente de la de la isla de Gorea. El primer alcalde de la ciudad, que tomó posesión el 9 de diciembre de ese mismo año, fue Jean Alexandre. Rápidamente Dakar alcanzó un estatus que le hizo quedar asimilada a una comuna francesa, con sus habitantes teniendo los mismos derechos que los franceses metropolitanos.
En los últimos años del siglo XIX y primeros del siglo XX, la ciudad conoce una serie de importantes obras públicas relativas a infraestructuras (puerto y ferrocarril, especialmente), que aceleran su desarrollo. En 1902, la ciudad sustituyó a San Luis, igualmente en Senegal, como capital de la colonia del África Occidental francesa.
Prosigue el crecimiento de la población, que ya asciende a unos 18 500 habitantes en 1904, para ser ya de 25 000 en 1909, momento en el que la ciudad es ya el primer puerto de Senegal.

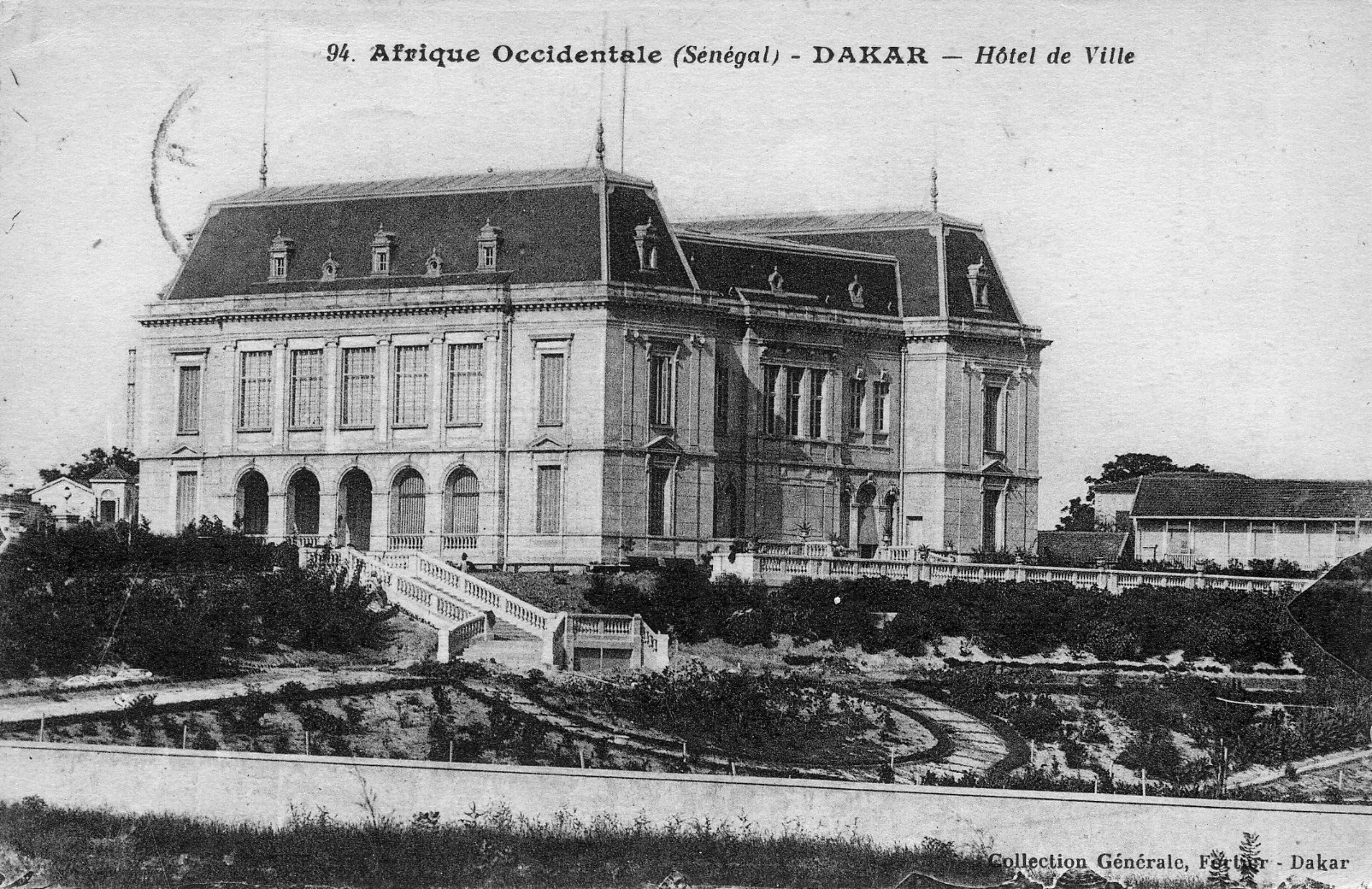
Ayuntamiento en 1920.

El político senegalés Blaise Diagne, quien llegó a ser el primer ministro francés de raza negra, fue alcalde de Dakar entre los años 1920 y 1934, fecha de su muerte. A inicios de su mandato, en 1921, la ciudad tenía 32 440 habitantes, de los que 1661 eran de origen europeo; por el contrario, la isla de Gorea, en continuo declive en número de habitantes, contaba con 700 habitantes en 1926. Ello hizo que Gorea pasase a depender definitivamente de Dakar, invirtiéndose la situación histórica, en 1929.
En los años 1920 y años 1930 se produce una inmigración procedente del Líbano, igualmente bajo dominio colonial de Francia, que supone la continuación de la que ya se registraba desde los años 1890 en la ciudad de San Luis. Se trata de una inmigración vinculada al comercio, especialmente al pequeño y mediano establecimiento comercial.
En 1929, concretamente el 31 de marzo, tiene lugar la inauguración de la catedral de Dakar. Armand-Pierre Angrand, que sería alcalde de Dakar tras Blaise Diagne, ofreció una de las campanas de la catedral, conjuntamente con su familia.
Durante la Segunda Guerra Mundial, tras la derrota en junio de 1940 del Ejército francés ante la Wehrmacht en la batalla de Francia, Francia solicitó un armisticio, el Armisticio del 22 de junio de 1940, que llevó al Gobierno de Francia al mariscal Philippe Pétain. Sin embargo, el general Charles de Gaulle efectuó a través de las emisoras de la BBC el Llamamiento del 18 de junio de 1940, que generó la llamada Francia Libre que prosiguió la lucha contra la Alemania nazi. Sin embargo, el África Occidental Francesa y con ella su capital, Dakar, no se adhirieron al llamamiento de De Gaulle, prestando fidelidad al nuevo régimen de la Francia de Vichy.
En dicho marco político e histórico tuvo lugar la batalla de Dakar, el 25 de septiembre de 1940, una batalla naval por el control del África Occidental francesa, que supuso el intento fallido por parte de las tropas de la Francia Libre (las Fuerzas francesas libres) y de los Aliados de expulsar del lugar a los hombres del general Pierre Boisson, que seguían fieles a la Francia de Vichy aliada del Tercer Reich. La batalla pretendía alejar a los alemanes de las colonias francesas del océano Atlántico, especialmente a su flota submarina, ante la inminente batalla del Atlántico centrada en torno a la ruta de suministros al Reino Unido. Con posterioridad a la batalla se produjo la Operación Amenaza, un intento fallido de desembarco en Dakar. Estos combates supusieron el primer enfrentamiento en combate de los franceses entre sí desde la creación de la Francia Libre.
Ya finalizada la guerra, Dakar recibió la visita del presidente de Francia Vincent Auriol, la primera que efectuaba un jefe de Estado de Francia a un territorio colonial en el África negra. En esas fechas la ciudad ya contaba con unos 135 000 habitantes.
El 26 de agosto de 1958, el general Charles de Gaulle, siendo ya presidente de Francia, visita Dakar, siendo recibido a su llegada por una manifestación multitudinaria que exige la independencia del país.

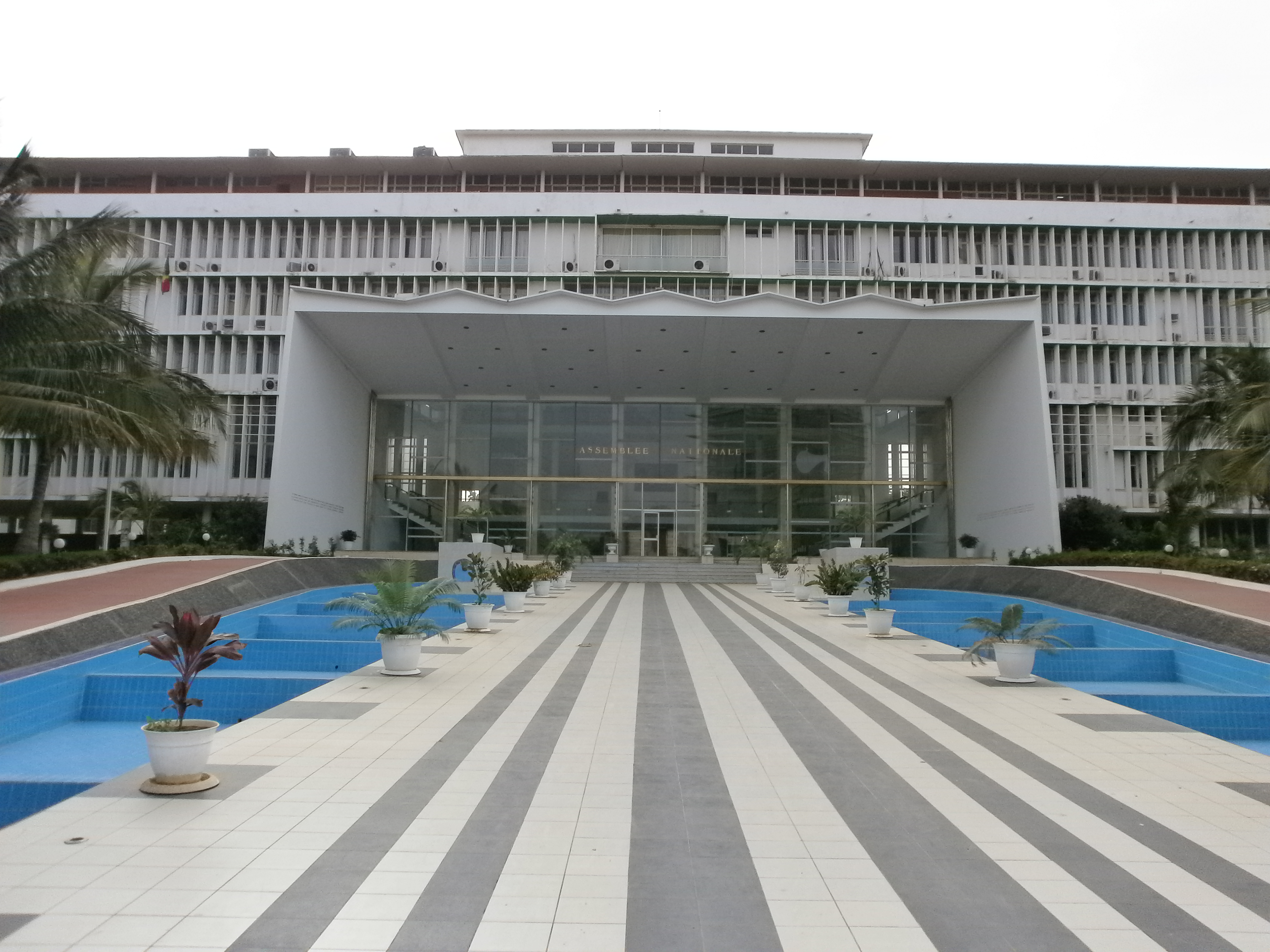
Assemblée nationale.

### Tras la independencia
Finalmente, Francia concedió la independencia a los territorios de la antigua África Occidental Francesa. Dakar, entre 1959 y 1960, fue la capital de la efímera Federación de Malí, convirtiéndose luego en la capital del nuevo país de Senegal, desde el 4 de abril de 1960.
En 1964 se construyó la Gran Mezquita de Dakar, como símbolo de resurgimiento nacional de la tradición religiosa islámica frente el cristianismo que se asociaba al colonialismo europeo y francés.
En junio de 1978, Dakar acogió la sede del Banco Central de los Estados de África del Oeste (BCEAO), que abandonó su anterior ubicación en París, para dotar al continente africano de mayor protagonismo dentro de la entidad.

## Administración
La ciudad de Dakar es una comuna (commune, a veces llamada commune de ville), una de las 67 que existen en Senegal. La comuna de Dakar fue creada por la administración colonial francesa el 17 de junio de 1887, al separarla de la comuna de Gorea. Esta comuna, creada en 1872, era uno de los municipios de estilo europeo más antiguos de África, junto con los de Argelia y Sudáfrica.

## Economía
El sector industrial tradicional que estaba orientado a la elaboración de alimentos, la madera, los muebles, el sector textil, empezó a tener dificultades a finales de la década de los 90. Como en otros lugares, la industria textil sufre de las importaciones chinas. Por ejemplo, Las Industrias Químicas de Senegal (ICS) sufre desde 2004 una grave crisis.
Junto con la construcción, el sector servicios ha crecido y tiene en la capital, la sede de grandes empresas (Air Senegal International, Grands Moulins de Dakar) y grandes bancos, tales como la Sociedad General de los bancos en Senegal o el Banco Internacional de Comercio e Industria de Senegal.

## Cultura

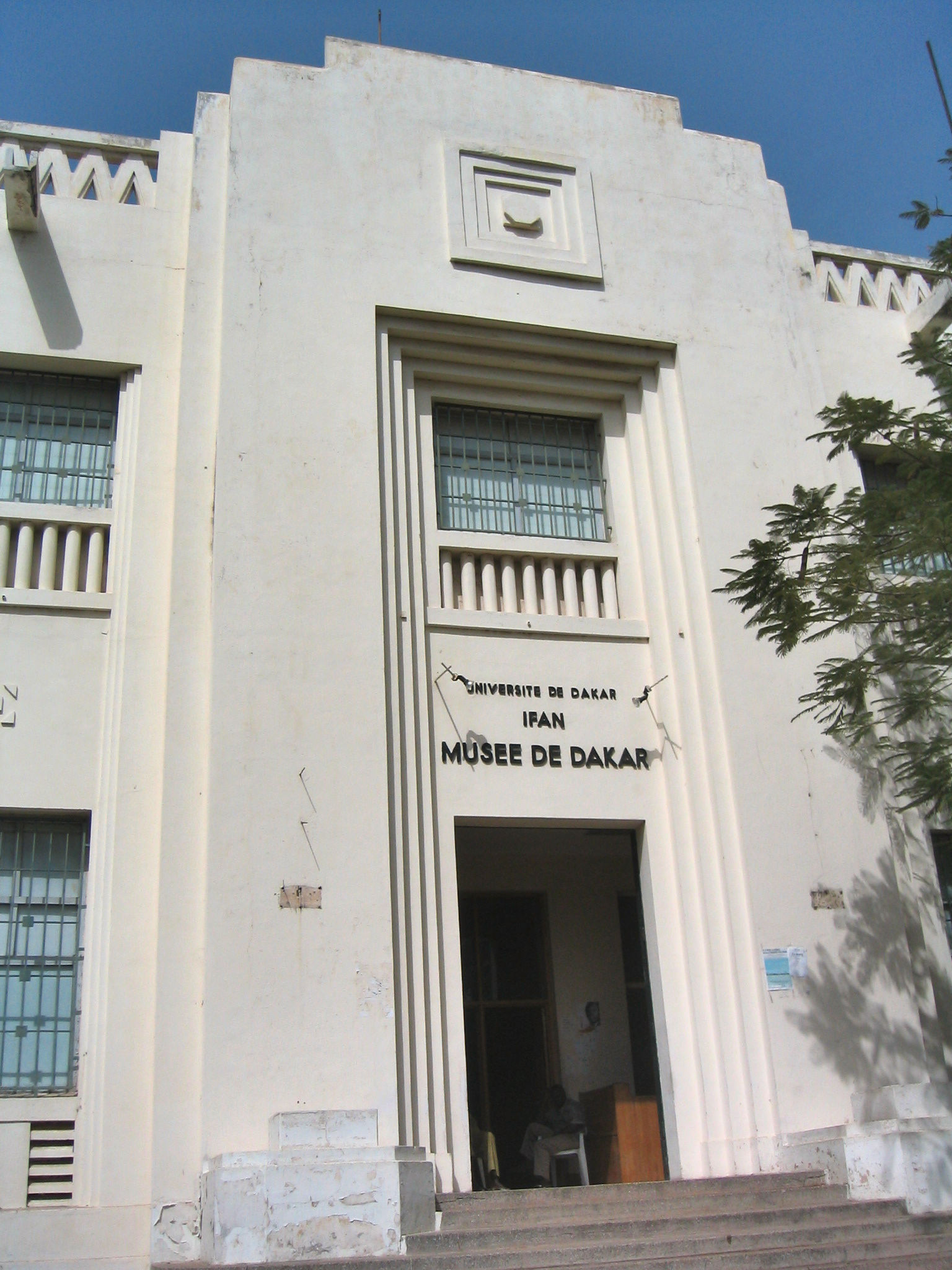
Museo IFAN de cultura de África occidental.

La isla de Gorea fue declarada como Patrimonio de la Humanidad por la Organización de las Naciones Unidas para la Educación, la Ciencia y la Cultura (UNESCO) en 1978, gracias a la inclusión Dakar es un miembro de la Organización de las Ciudades del Patrimonio Mundial, que se creó en 1993. Hay el Museo IFAN de cultura de África occidental, el Museo de las civilizaciones negras y el teatro national Daniel-Sorano.
El Festival Mundial de Arte Negro, organizado en la capital por iniciativa de Léopold Sédar Senghor a partir de 1966, está destinado a ser un hecho sin precedentes en la historia cultural, una afirmación y celebración de la negritud.

## Lugares de culto

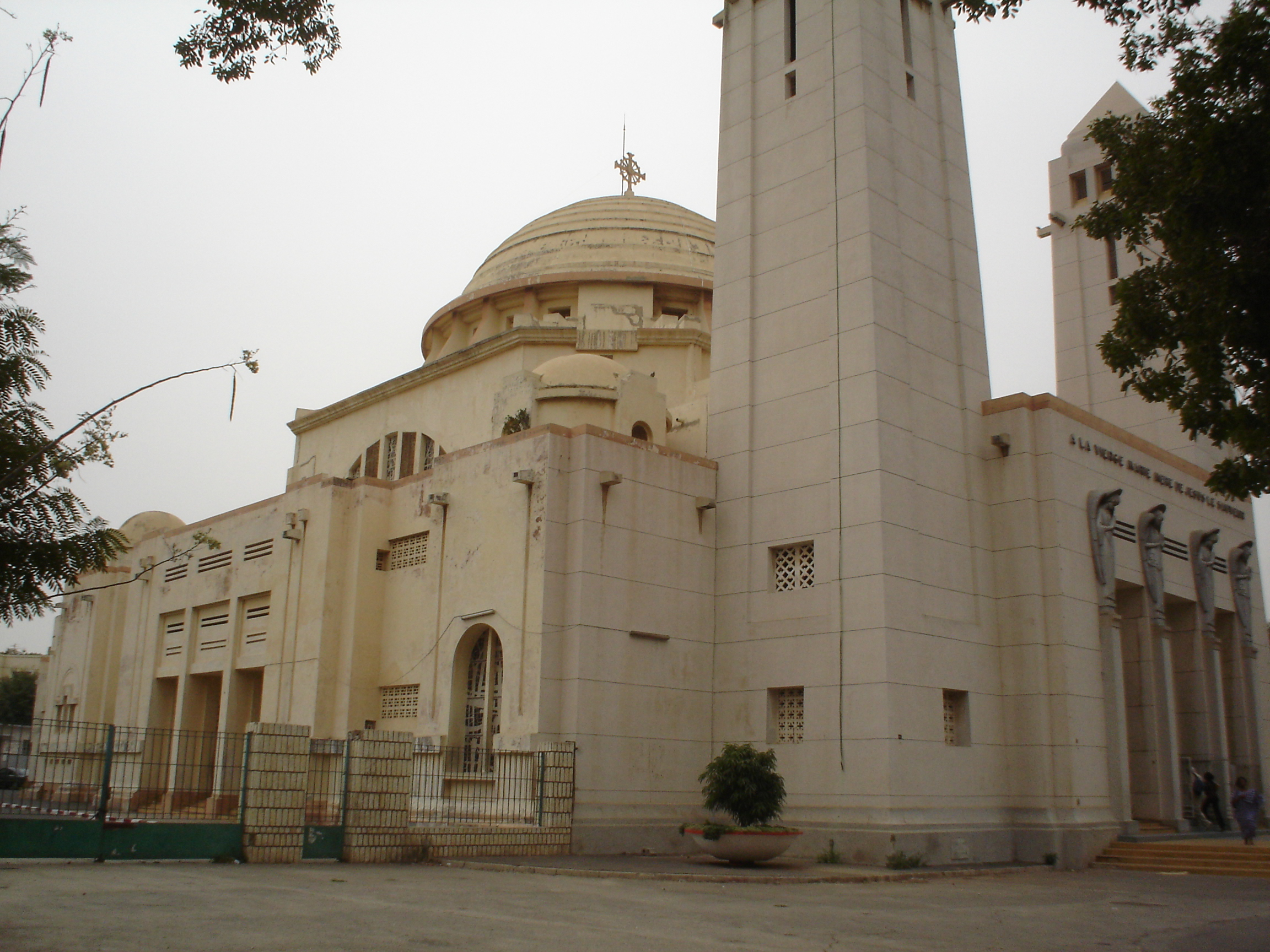
Catedral de Nuestra Señora de las Victorias (Dakar), la iglesia más grande de la ciudad y sede del arzobispado.

- la Gran Mezquita de Dakar (construida en 1964, tras la independencia del país)
- la Catedral de Nuestra Señora de las Victorias (Dakar)

## Climatología
El clima dominante en la ciudad de Dakar corresponde al tipo de clima tropical, con dos estaciones: una estación caliente y húmeda (de junio a noviembre), con puntas de lluvia en agosto de 154 mm y de temperaturas promedio de 27 °C, y una temporada un poco más fresca (de diciembre a mayo), con casi ninguna lluvia (alrededor de 1 mm/mes), aunque la influencia del Océano Atlántico dulcifica notablemente las temperaturas, convirtiendo a la ciudad en uno de los lugares más frescos y ventosos de la zona.
La precipitación media anual es de casi 400 mm, que se concentran especialmente fuera de la temporada seca, que comprende el período entre diciembre y abril.
| Parámetros climáticos promedio de Dakar (Senegal)                                            | Parámetros climáticos promedio de Dakar (Senegal) | Parámetros climáticos promedio de Dakar (Senegal) | Parámetros climáticos promedio de Dakar (Senegal) | Parámetros climáticos promedio de Dakar (Senegal) | Parámetros climáticos promedio de Dakar (Senegal) | Parámetros climáticos promedio de Dakar (Senegal) | Parámetros climáticos promedio de Dakar (Senegal) | Parámetros climáticos promedio de Dakar (Senegal) | Parámetros climáticos promedio de Dakar (Senegal) | Parámetros climáticos promedio de Dakar (Senegal) | Parámetros climáticos promedio de Dakar (Senegal) | Parámetros climáticos promedio de Dakar (Senegal) | Parámetros climáticos promedio de Dakar (Senegal) |
| Mes                                                                                          | Ene.                                              | Feb.                                              | Mar.                                              | Abr.                                              | May.                                              | Jun.                                              | Jul.                                              | Ago.                                              | Sep.                                              | Oct.                                              | Nov.                                              | Dic.                                              | Anual                                             |
| -------------------------------------------------------------------------------------------- | ------------------------------------------------- | ------------------------------------------------- | ------------------------------------------------- | ------------------------------------------------- | ------------------------------------------------- | ------------------------------------------------- | ------------------------------------------------- | ------------------------------------------------- | ------------------------------------------------- | ------------------------------------------------- | ------------------------------------------------- | ------------------------------------------------- | ------------------------------------------------- |
| Temp. máx. abs. (°C)                                                                         | 39.6                                              | 38.7                                              | 40.4                                              | 38.4                                              | 36.2                                              | 36.6                                              | 36.9                                              | 35.0                                              | 36.2                                              | 39.3                                              | 40.3                                              | 39.5                                              | 40.4                                              |
| Temp. máx. media (°C)                                                                        | 25.3                                              | 25.2                                              | 25.4                                              | 25.0                                              | 26.0                                              | 28.6                                              | 30.0                                              | 30.3                                              | 30.7                                              | 31.0                                              | 29.8                                              | 27.4                                              | 27.9                                              |
| Temp. media (°C)                                                                             | 22.0                                              | 21.7                                              | 22.2                                              | 22.6                                              | 23.4                                              | 26.5                                              | 27.4                                              | 27.4                                              | 27.8                                              | 28.1                                              | 26.4                                              | 23.6                                              | 24.9                                              |
| Temp. mín. media (°C)                                                                        | 17.4                                              | 17.0                                              | 17.4                                              | 18.4                                              | 20.2                                              | 23.1                                              | 24.5                                              | 24.6                                              | 24.4                                              | 24.3                                              | 22.5                                              | 19.6                                              | 21.1                                              |
| Temp. mín. abs. (°C)                                                                         | 11.0                                              | 10.7                                              | 10.9                                              | 14.0                                              | 15.4                                              | 17.0                                              | 17.2                                              | 20.0                                              | 20.0                                              | 17.2                                              | 17.0                                              | 12.4                                              | 10.7                                              |
| Lluvias (mm)                                                                                 | 1.0                                               | 2.0                                               | 0.3                                               | 0.0                                               | 0.1                                               | 14.0                                              | 51.0                                              | 154.0                                             | 133.0                                             | 26.0                                              | 9.2                                               | 1.0                                               | 391.6                                             |
| Días de lluvias (≥ 1 mm)                                                                     | 1.0                                               | 1.0                                               | 1.0                                               | 0.2                                               | 0.4                                               | 3.0                                               | 8.0                                               | 15.0                                              | 12.0                                              | 4.0                                               | 1.0                                               | 1.0                                               | 47.6                                              |
| Horas de sol                                                                                 | 244.9                                             | 245.8                                             | 276.0                                             | 288.0                                             | 291.4                                             | 252.0                                             | 232.5                                             | 223.2                                             | 219.0                                             | 257.3                                             | 249.0                                             | 238.7                                             | 3017.8                                            |
| Humedad relativa (%)                                                                         | 68                                                | 74                                                | 77                                                | 81                                                | 81                                                | 80                                                | 78                                                | 81                                                | 83                                                | 80                                                | 72                                                | 68                                                | 76.9                                              |
| Fuente n.º 1: Spiegel Online Wetter                                                          |                                                   |                                                   |                                                   |                                                   |                                                   |                                                   |                                                   |                                                   |                                                   |                                                   |                                                   |                                                   |                                                   |
| Fuente n.º 2: Temperaturas medias de Climate-Data.org Temperaturas absolutas de Voodoo Skies |                                                   |                                                   |                                                   |                                                   |                                                   |                                                   |                                                   |                                                   |                                                   |                                                   |                                                   |                                                   |                                                   |

## Deportes
Dakar reúne los grandes espectáculos deportivos y las principales infraestructuras del país, sobre todo las dedicadas a los deportes nacionales que son el fútbol y la lucha senegalesa, por ejemplo el estadio Leopoldo Sédar Senghor o el estadio Demba Diop.
La ciudad es mundialmente conocida por haber sido el punto de llegada del Rally Dakar; debido a esto, el rally (el más importante del mundo), que actualmente se desarrolla en Arabia Saudí, ha heredado su nombre y es llamado Rally Dakar.
Dakar fue seleccionada para albergar los Juegos Olímpicos de la Juventud 2026.
| Predecesor: Buenos Aires | Ciudad Olímpica de la Juventud 2026 | Sucesor: - |

## Ciudades hermanas
| - Taipéi (Taiwán) - Sfax (Túnez) - Praia (Cabo Verde) - Orán (Argelia) - Niamey (Níger) - Milán (Italia) - Marsella (Francia) - Kinshasa (República Democrática del Congo) | - Duala (Camerún) - Casablanca (Marruecos) - Brazzaville (República del Congo) - Bissau (Guinea-Bissau) - Banjul (Gambia) - Bamako (Mali) - Bakú (Azerbaiyán) - Lima (Perú) |

- Rosario (Argentina)
- Mendoza (Argentina)